# ユハ・レイヴィスカ
ユハ・イルマリ・レイヴィスカ（Juha Ilmari Leiviskä、1936年3月17日 - 2023年11月9日）は、フィンランドの建築家であり、デザイナーである。とりわけ教会や宗教建築で有名である。ヘルシンキ生まれ。

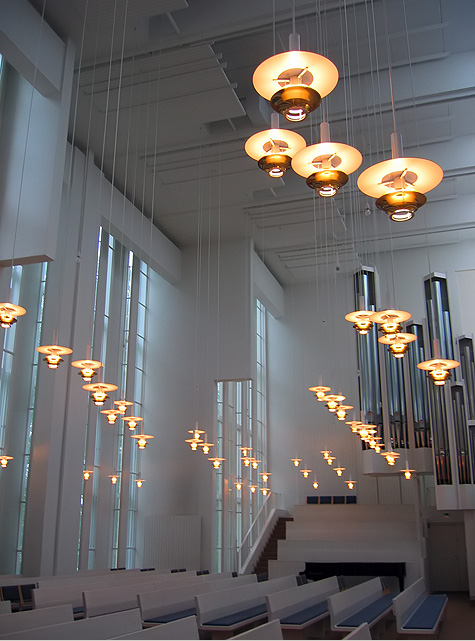
ミルマキ教会、ヴァンター 1984

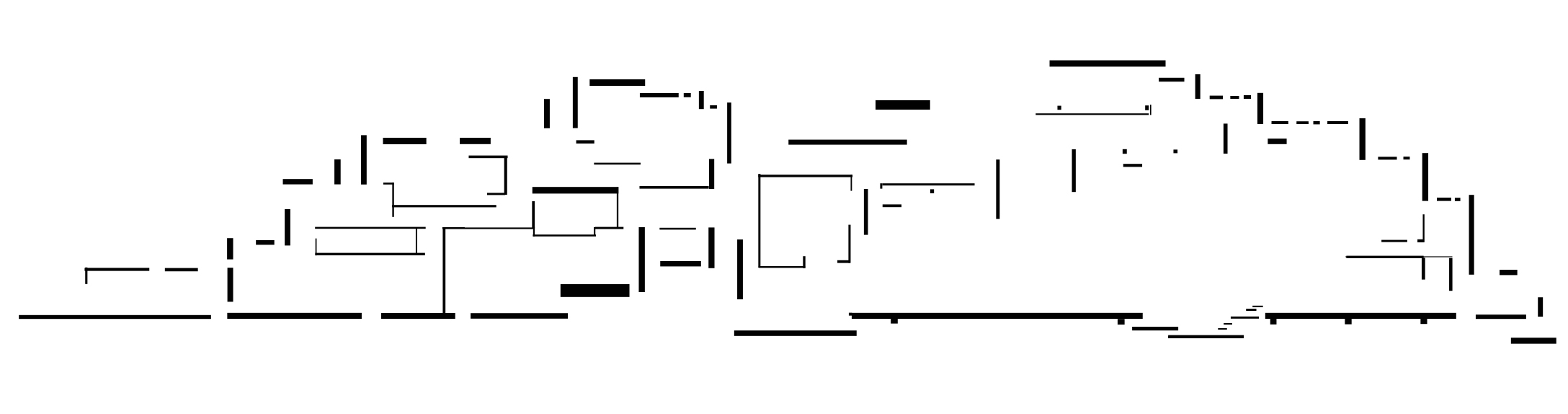
ミルマキ教会、平面の構成分析

## 略歴
技師であった父親と教師であった母親のあいだに生まれ、ヘルシンキ工科大学で建築を専攻し、1963年に建築家としての資格を得る。ヘルシンキ工科大で助手をしながら自身の事務所を1964年に立ち上げた。
バーテル・サアーニオと協働し、コウヴォラ・タウンホール（1964-68）の設計競技を勝ち取ったが、これは1960年代フィンランドにおける最も重要な公共建築と見做されている。
1970年代、80年代、90年代にレイヴィスカは世界的な注目を集めた。それはフィンランド各地に似たようなデザイン言語を持って設計された教会建築によってであった。彼の熟練したスタイルはドイツ・バロック教会の劇的な自然光の感性と、1920年代のオランダのデ・スティルの構成原理、たとえば並行する自立壁を並べることで、空間を定義しつつ、しかし伝統的な囲われた空間を概念解体すること、とを組み合わせたところにある。教会建築に不可欠な部分である照明器具は、レイヴィスカ自身によってなされてきている。これはまたアルテック社の商品ランナップの一部ともなっており、アルテック社はまたアルヴァ・アールト・デザインの照明器具の販売者でもある。
レイヴィスカはまた建築家のヴィルヘルム・ヘランダーとともに、ヘルシンキにSAFA事務所を構えている。
2023年11月9日に死去。87歳没。

## 引用
建築は視覚芸術より音楽に近い。建築や建物をその内部の空間やディテールとともに特質化するとは、環境の有機的一部となさしめること、その大きなドラマ、運動や空間的な連続の一部となさしめることである。私にとっては建物がそこにそれとして建つこと、「建築の一つとして」建つことは無意味である。建築や建物が建つことの意味は、ひとえにその周囲や生活や光との対位旋律的な在り方を通してのみ発生する。
ユハ・レイヴィスカ『A+U』1995年4月号13頁

## 主な作品
- コウヴォラ・タウンホール、コウヴォラ（1968、ベルテル・サールニオと協働）
- レミ・木造旧教会、レミ（復元、1969年）
- ナッキラ教区センター、ナッキラ（1970年）
- 旧学生会館、ヘルシンキ（1980）
- ミルマキ教会、ヴァンター（1984）
- メルカサルミンカツ集合住宅7、ヘルシンキ（1984）
- ヴィラ・ヨハンナ、ヘルシンキ（1986）
- ヴァリラ図書館およびデイケアセンター、ヘルシンキ（1986）
- マニスト教会、クオピオ（1992）
- ヘルシンキ・ドイツ大使館（1993）
- ヘルシンキ・ドイツ教会および教区センター（復元おとび増築、ヴィルヘルム・ヘランダーと協働、2001）
- アダ文化・会議場センター、ベツレヘム、パレスチナ（2005）
- キッパリンタロ集合住宅、カラサタマ、ヘルシンキ（2016）

## 参考
- Quantrill, Malcolm (2001). Juha Leiviskä and the Continuity of Finnish Modern Architecture. London: Academy Press. ISBN 0-471-48967-0
- Millet, Marietta S. (1996). Light Revealing Architecture. Chicester: Wiley. ISBN 978-0471286448
- Connah, Roger (2006). Finland: Modern Architectures in History. London: Reaktion Books. ISBN 9781861892508
- Norri, Marja-Riitta & Paatero, Kristiina (eds) (1999). Juha Leiviskä. Helsinki: Museum of Finnish architecture. ISBN 952-5195-09-0